# 貝斯赫峰
61°31′04″N 8°41′13″E / 61.51778°N 8.68694°E

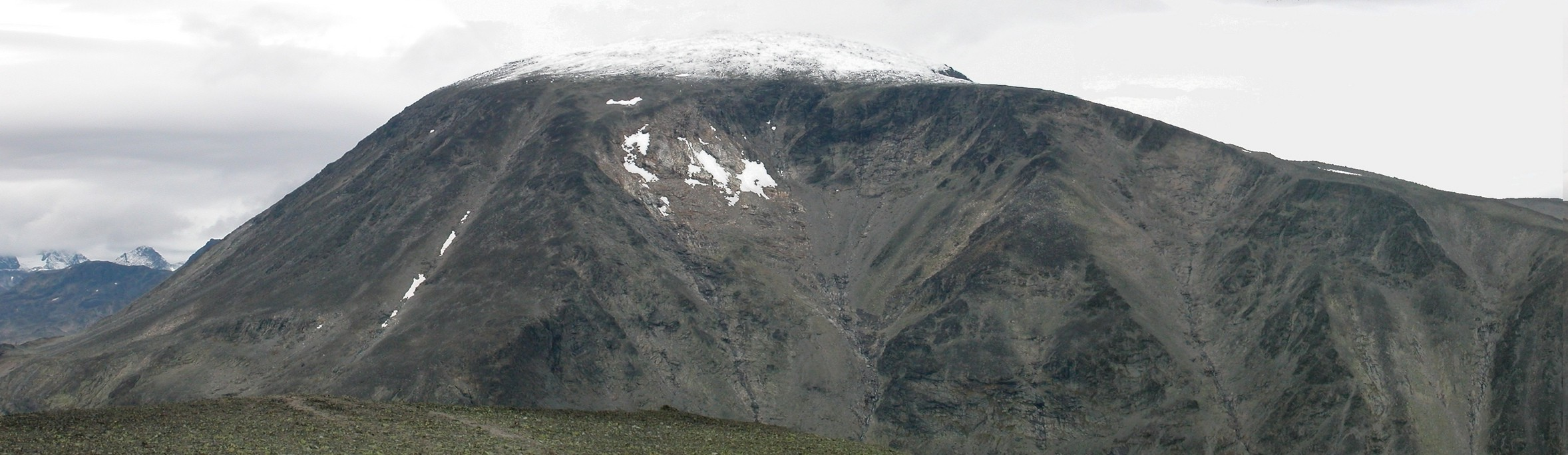

貝斯赫峰是挪威的山峰，位於該國東南部內陸郡，處於沃戈，距離首都奧斯陸210公里，屬於尤通黑門山脈的一部分，海拔高度2,258米。